# Echipa națională de rugby a Spaniei
Echipa națională de rugby a Spaniei reprezintă Spania în meciurile internaționale de rugby. A jucat primul său meci cu Italia în 1929. Echipa evoluează în Divizia 1A a Cupei Europene a Națiunilor. S-a calificat o dată la Cupa Mondială de Rugby, la ediția din 1999, pierzând toate cele trei meciuri din faza grupelor. Până în octombrie 2015 este clasată pe locul 21 în clasamentul World Rugby.

## Legături externe
- es  Site-ul oficial al Federației de Rugby din Spania
- en  Spania Arhivat în 26 septembrie 2015, la Wayback Machine. la Rugby Europe